# Zygadenus virescens
Zygadenus virescens là một loài thực vật có hoa trong họ Liliaceae. Loài này được McBride miêu tả khoa học đầu tiên.